# Nikołaj Paszkin
Nikołaj Siemionowicz Paszkin (ros. Никола́й Семёнович Па́шкин, ur. 30 października 1910 we wsi Paszkiny w guberni wiackiej, zm. 2002 w Moskwie) – radziecki polityk, I sekretarz Komitetu Obwodowego WKP(b) w Kostromie (1950-1952).
Od 1932 aktywista WKP(b), działacz Komsomołu, w drugiej połowie lat 30. redaktor gazety „Leninowskij put´” i sekretarz komitetu KP(b)B w sowchozie w Białoruskiej SRR. Od marca 1938 do stycznia 1939 sekretarz rejonowego komitetu KP(b)B w Mińsku, od stycznia do marca 1939 organizator odpowiedzialny KC WKP(b), od marca 1939 do czerwca 1943 II sekretarz Komitetu Obwodowego WKP(b) w Tambowie. 1943-1945 słuchacz Wyższej Szkoły Organizatorów Partyjnych przy KC WKP(b), 1945-1947 organizator odpowiedzialny i inspektor Zarządu Kadr KC WKP(b), od stycznia 1947 do 1949 II sekretarz Stawropolskiego Krajowego Komitetu WKP(b), następnie instruktor Wydziału Organów Partyjnych, Związkowych i Komsomolskich KC WKP(b). Od października 1949 do października 1950 przewodniczący Komitetu Wykonawczego Rady Obwodowej w Jarosławiu, od października 1949 do września 1952 I sekretarz Komitetu Obwodowego WKP(b) w Kostromie, 1952-1953 słuchacz kursów pedagogicznych przy KC WKP(b). 1950-1958 deputowany do Rady Najwyższej ZSRR. Od października 1953 do stycznia 1954 inspektor KC WKP(b), od marca 1961 do kwietnia 1963 szef Zarządu Przemysłu Lekkiego i Spożywczego Sownarchozu Lipieckiego Administracyjnego Rejonu Ekonomicznego. Pochowany na cmentarzu Nowodziewiczym